# Fredi Kvin
Fredi Kvin, engl. Freddy Quinn, rođen kao Franz Eugen Helmut Manfred Nidl (Hardeg u Austriji, 27. septembar 1931) je austrijski pevač i glumac čija je popularnost u nemačkom govornom području porasla krajem pedesetih i šezdesetih godina.
Kvin je rođen u Donjoj Austriji, a odrastao je u Beču. Kao dete, živeo je u Morgantounu u Zapadnoj Virdžiniji, sa svojim ocem, ali se vrlo brzo vratio majci, novinarki Edit Nidl, u Beč. Na kraju Drugog svetskog rata, u sklopu izbegličke grupe, Fredi je naišao na američke trupe u Češkoj. Zbog njegovog tečnog engleskog, četrnaestogodišnjak se uspešno pretvarao da je Amerikanac. U maju 1945. godine je vojnim prevozom poslan u Sjedinjene Države; na ostrvu Elis, saznao je da je njegov otac poginuo u saobraćajnoj nesreći još 1943. godine. Kvin je odmah vraćen u Evropu gdje je, pre nego se vratio majci u Beč, čitavu godinu boravio u dečjem domu u Antverpenu, gde je naučio francuski i holandski jezik.
Njegov muzički talent otkriven je u St. Polu, a prvi ugovor mu je ponuđen 1954. godine. Njegov pseudonim, Fredi Kvin, inspiriran je irskim poreklom njegova oca, Džona Kvina. Dve godine kasnije, Kvin je predstavljao Zapadnu Nemačku na Evroviziji 1956. godine s atipičnom pesmom „So geht das jede Nacht”, o promiskuitetnoj devojci koja izlazi s mnogo muškaraca. Kvin nije pobedio, a kako rezultati glasanja za 1956. godinu nisu nikada objavljeni, njegov tačan plasman ostaje nepoznat.
Većina njegovih drugih pesama govori o Hamburgu (gde danas i živi), beskrajnom moru i usamljenom životu u dalekim zemljama. Njegov prvi hit je bio „Hejmveh”, koji je dobio zlatni certifikat. Drugi hitovi, koje je pevao pod imenom Fredi, bili su „Die Gitarre und das Meer” (1959), „Unter fremden Sternen” (1959), „Irgendwann gibt's ein Wiedersehn” (1960), „La Paloma” (1961) i „Junge, komm bald vieder” (1963). Njegova popularnost trajala je i u 70-im godinama te je Kvin nastavio da nastupa i u tom periodu.
Startajući krajem 1950-ih, Kvin je takođe glumio u nekoliko filmova, u kojima je često ima ulogu usamljenog pomorca. Kvin je takođe postao uspešan cirkuski izvođač koji je zapanjio televizijsku publiku kao šetač na žici, izvodeći svoje tačke uživo i bez sigurnosne mreže. Još jednom prilikom, takođe na televiziji, jahao je na lavu unutar cirkuznog kaveza, dok je lav balansirao na pokretnoj površini.

## Spoljašnje veze
- A Freddy Quinn fan page (језик: немачки)
- An Irish based Freddy Quinn fan page